# Аванци, Витторио
Витторио Аванци (итал. Vittorio Avanzi; 22 февраля 1860, Верона, Ломбардо-Венецианское королевство — 8 августа 1913, Сельва-ди-Проньо, Королевство Италия) — итальянский живописец, работавший в основном в жанрах сельского и городского пейзажа. Его творчество относят к течению веризма.

## Биография

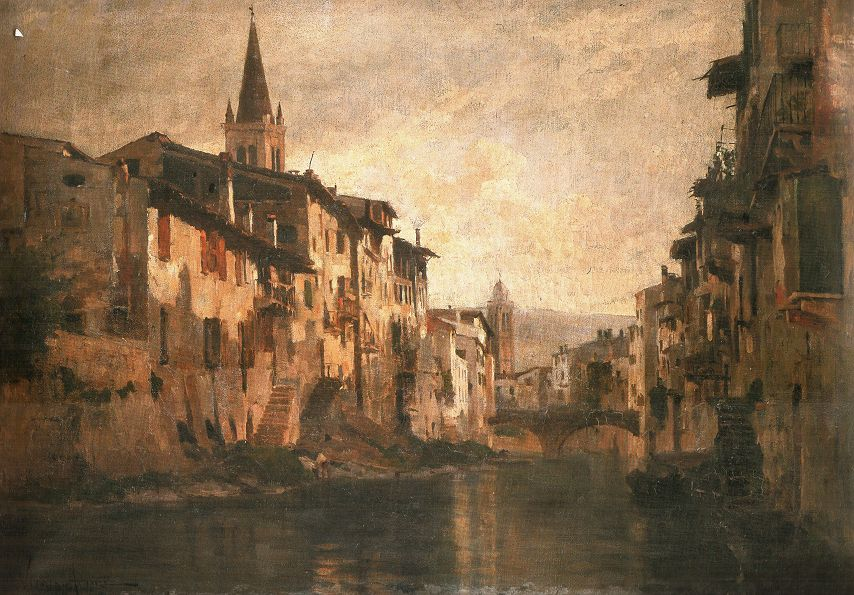
Канал Аква-Морте в Вероне. 1882. Холст, масло. Музей Кастельвеккьо, Верона

Художник родился в 1860 году в Вероне в семье врача и почётного президента промышленной палаты Джованни Аванци и Терезы, урождённой Фаччоли. Начальное и среднее образование получил в лицее родного города. Обучался живописи в академии Чиньяроли в Вероне. В 1873—1880 годах продолжил образование в Мюнхене. После этого жил и работал в Бергамо и Неаполе.
Витторио Аванци писал в основном городские и сельские пейзажи. На его картинах изображены пригороды Мюнхена, горы в окрестностях Бергамо, каналы и окрестности Вероны, из последних чаще других Кампофонтана, где художник жил долгое время. Им также были созданы морские пейзажи у побережья Венецианского архипелага и острова Капри.
Первой работой, которая сделала его известным, стал пейзаж «Окрестности Дахау». Во время выставки картины в Турине картину приобрёл герцог Томмазо Савойский-Генуэзский. Критиками были также отмечены его «Изаарский пейзаж», «Море у острова Капри», «Первые листья» — все три картины были проданы в 1887 году во время выставки во Флоренции. Также признание критики получила картина Аванци «Перед дождём», приобретённая сенатором Джулио Камуццони, в то время бывшим мэром Вероны.
Художник участвовал в выставках в Венеции в 1887 году, в Венецианской биеннале в 1895, 1897 и 1899 годах, в Веронской биеннале ежегодно с 1867 по 1912 год, в Риме в 1891 году. Он также принимал участие в зарубежных выставках в Баварии и Швейцарии. Работы живописца были приобретены как музеями, так и частными коллекционерами. В Галерее современного искусства в Вероне экспонируются «Лестница Старого рынка», «Пейзаж с каштаном», «Канал Аква-Морте в Вероне», «Море у Торре-дель-Греко», «Гнездо в Альпах», «Сельский быт» и «Аллея платанов». Аванци скончался в 1913 году в Сельва-ди-Проньо под Вероной.